# Triplophyllum funestum
Triplophyllum funestum là một loài thực vật có mạch trong họ Dryopteridaceae. Loài này được (Kunze) Holttum miêu tả khoa học đầu tiên năm 1986.